# Лащин (Великопольське воєводство)
Лащин (пол. Łaszczyn, нім. Gutfeld) — село в Польщі, у гміні Равич Равицького повіту Великопольського воєводства.
Населення — 356 осіб (2011).
У 1975-1998 роках село належало до Лешненського воєводства.

## Демографія
Демографічна структура станом на 31 березня 2011 року:
|          | Загалом | Допрацездатний вік | Працездатний вік | Постпрацездатний вік |
| -------- | ------- | ------------------ | ---------------- | -------------------- |
| Чоловіки | 178     | 49                 | 121              | 8                    |
| Жінки    | 178     | 40                 | 108              | 30                   |
| Разом    | 356     | 89                 | 229              | 38                   |